# شهرستان‌های کنیا
شهرستان‌های کنیا (سواحلی: Kaunti za Kenya) براساس قانون اساسی ۲۰۱۰ کنیا به عنوان اولین سطح تقسیمات کشوری در سال ۲۰۱۳ تشکیل شده‌است.